# Antenne losange
Pour les articles homonymes, voir Losange (homonymie).

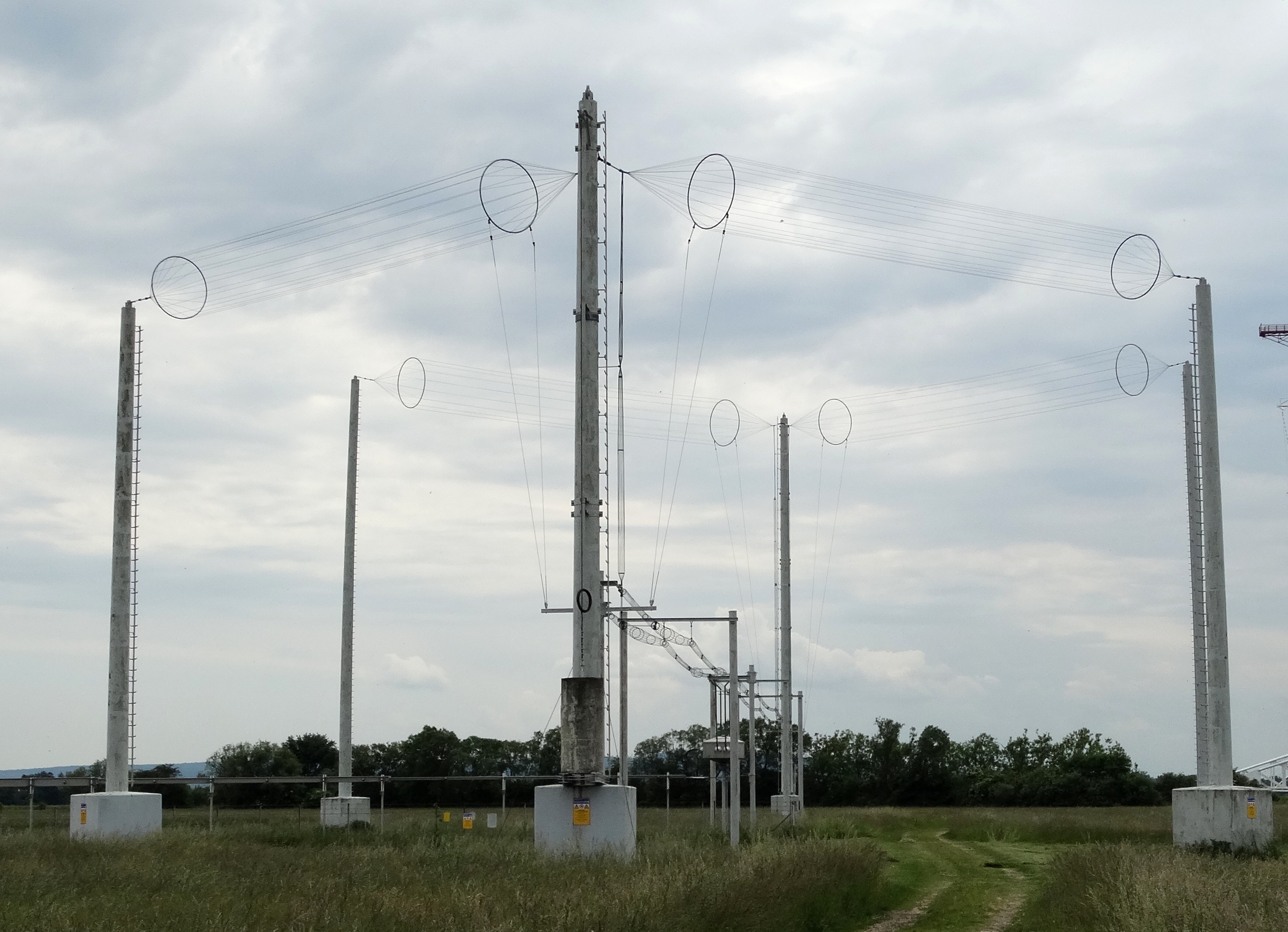

L’antenne rhombique qui en France est désignée antenne losange est un parallélogramme, l’antenne rhombique est à rayonnement radioélectrique directionnelle, inventée par Edmond Bruce (en) et Harald Friis. L’antenne rhombique présente des caractéristiques d’impédance et de rayonnement constantes dans une large bande de plusieurs octaves, l’antenne est utilisable en émission et en réception des haute fréquence aux ultra haute fréquence avec une très large bande. Mécaniquement simple à réaliser, elle est utilisée en télévision terrestre, en liaisons point à point, par des stations utilitaires HF et par les radioamateurs.

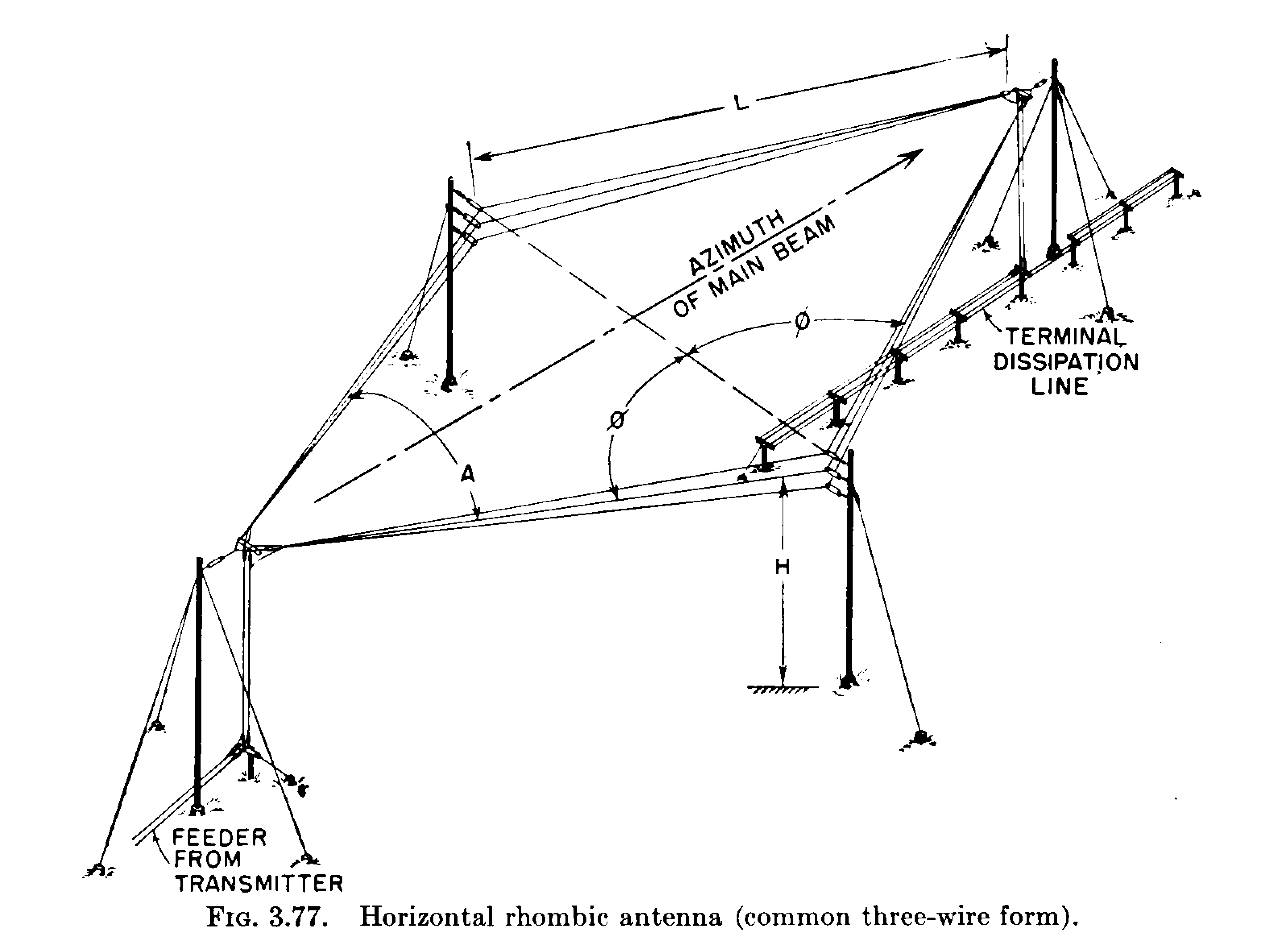
Antenne rhombique HF

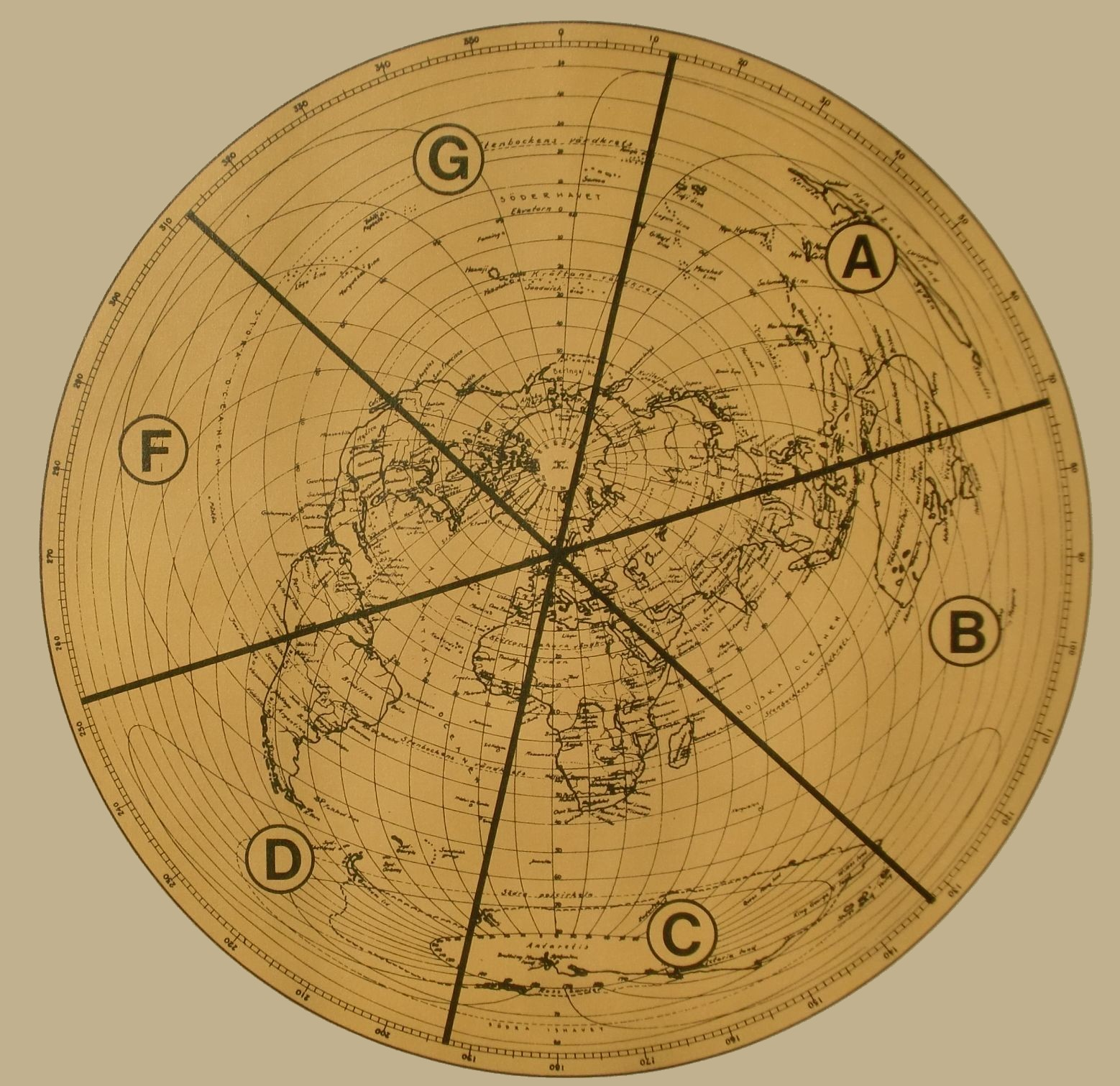
Choix des six antennes losanges azimutales.

## Historique
Une première version de l'antenne est inventée vers 1931. En France, l'antenne rhombique est utilisée pour la première fois pour un service régulier en 1936 par l'émetteur de Saint-Rémy-l'Honoré, près de Paris, pour la diffusion de Paris-Mondial en ondes courtes.

L'antenne rhombique est modernisée sous brevet en 1942 par le physicien Edmond Bruce (en).

## Utilisateurs
Utilisé par les stations radios en haute fréquence des ambassades, certains ministères, des agences de presse, des militaires, des sociétés, des stations côtières maritimes, des stations aéronautiques (donc Saint-Lys radio), par stations de radiodiffusion et quelques radioamateurs.
De 1948 jusqu'à 1998 la station Saint-Lys radio travaillait en ondes décamétriques avec 22 antennes directionnelles type antenne losange.
Utilisé par les stations radios en très haute fréquence, ultra haute fréquence par des sociétés, des stations de radiodiffusion, sur les Bandes de fréquences de la télévision terrestre, des militaires, des radioamateurs.
L'antenne est bien adaptée à une utilisation à bref délai dans les cas d'urgence pour utiliser divers bandes de fréquences pour appeler la station de radio de l'organisation, lorsque l'infrastructure des télécommunications est entièrement détruite, ou seuls les radiocommunications d’urgence et de catastrophe peuvent être utilisés par les opérateurs des secours ou pour appeler dans divers bandes de fréquences n'importe quelle autre station radio située dans le pays à contacter, pour établir un contact direct et immédiat par téléphone avec le secrétariat de l'organisation (située en France dans notre cas).

## Description
L’antenne rhombique est en forme de diamant, avec les quatre côtés long d’au-moins une longueur d'onde ou plus. Chaque angle est soutenu par un poteau. Une antenne horizontale rhombique émet des ondes à polarisation horizontale. Ses principaux avantages sur les autres choix de l'antenne sont sa simplicité, gain élevé avant et la capacité de fonctionner sur une large plage de fréquences.

## Principe de fonctionnement
Alimentation

Antenne rhombique alimentée via une échelle à grenouille et munie d'une résistance de terminaison

Une ligne type échelle à grenouille alimente l'antenne dont l'impédance varie de 600 à 800 ohms. 

Avec une faible puissance seulement, un câble coaxial peut au travers d'un transformateur ou d'une boite d'accord alimenter l'antenne.
Directivité
La directivité de l'antenne est dans une plage de 20° à 90° en fonction du nombre de longueurs d'onde du fil antenne utilisé.
 Le gain varie de 6 dB à 20 dB en fonction du nombre de longueurs d'onde du fil antenne utilisé.
 Le gain en avant (dans la direction de la résistance de terminaison) augmente de 6 dB par octave (par chaque doublement de fréquence radioélectrique).
La résistance de terminaison (gaspille) dissipe 30 % à 50 % de l'énergie. Dans le cas d'une forte puissance, cette énergie peut être réutilisée (exemple: appliquée en phase avec l'excitation de l'émetteur).
Sans résistance, l'antenne est bi-directionnelle et entre en résonance.

## Avantages des antennes rhombique
Les principaux avantages de l'antenne sont:
- la simplicité, faible coût, facilité de construction
- le gain est dans la direction de la résistance (vers la région géographique),
- le fonctionnement dans une large plage de fréquences, (capable de fonctionner de 4 à 26 MHz)
- le ROS avoisine 1/1 sur toutes les fréquences de toutes les bandes,
- l'antenne peut rayonner dans la direction de l'horizon ou au-dessus de l'horizon en fonction de sa hauteur au-dessus du sol par rapport à la fréquence de fonctionnement,
- l'antenne  en fonction de sa longueur, à son faisceau de rayonnement pouvant être étroit ou large,
- communication à longue distance avec une puissance considérable de l'émetteur, (car la tension est uniforme),
- plusieurs antennes rhombiques peuvent être couplées,
- peu sensible au bruit radioélectrique,

Les autres types d'antennes ne peuvent pas cumuler ces principaux avantages.
inconvénient
- l'inconvénient majeur est la surface utilisé par l'antenne et par un réseau d'antennes rhombique pour de multiples directions géographiques[6],
- le rendement électrique est de l'ordre de 40 % à 50 %,

## Antenne demi-rhombique

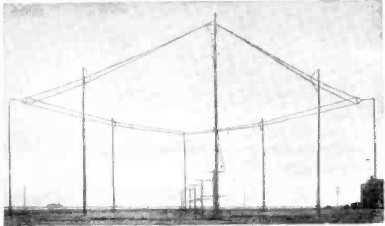
Antenne rhombique AT&T, 1937.

Antenne directive demi-rhombique transportable
Dans cette application l'antenne type long-fil est démontable et remontable à volonté, (le déplacement s'effectuant avec l'antenne démontée). 

L'antenne sur un sol artificiel métallique à son brin d’antenne en position de V inversé symétrique soutenu par une construction, par exemple un pylône, par un arbre, par un cerf-volant porte antenne ou par un ballon porte antenne. Une astuce pour les stations transportables est de lancer un poids raccordé à une ficelle (éventuellement par un lance-pierre ou une fronde) sur une branche d'arbre pour installer et ériger le brin d’antenne.

À une des extrémités du brin d’antenne: une résistance de terminaison dissipe de l'énergie et rend l'antenne directive.
À l'autre extrémité un câble coaxial alimente l'antenne au travers d'un transformateur ou d'une boite d'accord, ou une ligne type échelle à grenouille de 300 à 600 ohms peut être utilisé.